# Egilsstaðir

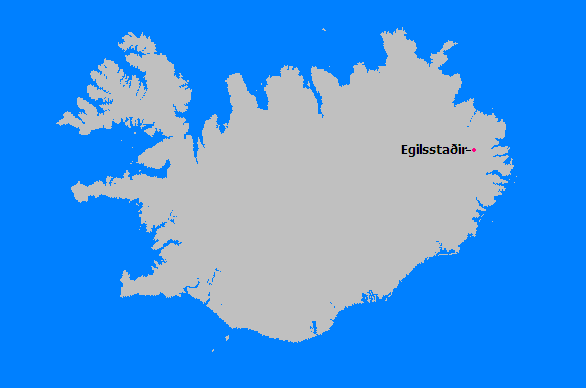
Egilsstaðir na mapě Islandu

Egilsstaðir je největší město na východě Islandu. Žije zde 2 332 obyvatel (k 1. lednu 2014). Zeměpisné souřadnice jsou 65°16' severní šířky a 14°24' západní délky.
| Egilsstaðir – podnebí       | Egilsstaðir – podnebí | Egilsstaðir – podnebí | Egilsstaðir – podnebí | Egilsstaðir – podnebí | Egilsstaðir – podnebí | Egilsstaðir – podnebí | Egilsstaðir – podnebí | Egilsstaðir – podnebí | Egilsstaðir – podnebí | Egilsstaðir – podnebí | Egilsstaðir – podnebí | Egilsstaðir – podnebí | Egilsstaðir – podnebí |
| Období                      | leden                 | únor                  | březen                | duben                 | květen                | červen                | červenec              | srpen                 | září                  | říjen                 | listopad              | prosinec              | rok                   |
| --------------------------- | --------------------- | --------------------- | --------------------- | --------------------- | --------------------- | --------------------- | --------------------- | --------------------- | --------------------- | --------------------- | --------------------- | --------------------- | --------------------- |
| Průměrné denní minimum [°C] | 0                     | 0                     | 0                     | 1                     | 4                     | 7                     | 9                     | 9                     | 7                     | 1                     | 2                     | 0                     | 3                     |
| Průměrné srážky [mm]        | 101                   | 71                    | 81                    | 49                    | 47                    | 48                    | 58                    | 66                    | 93                    | 107                   | 83                    | 88                    | 892                   |
| Zdroj: GAISMA 2010-10-13    |                       |                       |                       |                       |                       |                       |                       |                       |                       |                       |                       |                       |                       |